# Beneixida
Beneixida (em valenciano) ou Benegida (em castelhano) é um município da Espanha na província de Valência, Comunidade Valenciana. Tem 3,2 km² de área e em 2021 tinha 639 habitantes (densidade: 199,7 hab./km²).

## Demografia
| Variação demográfica do município entre 1991 e 2004 | Variação demográfica do município entre 1991 e 2004 | Variação demográfica do município entre 1991 e 2004 | Variação demográfica do município entre 1991 e 2004 |
| --------------------------------------------------- | --------------------------------------------------- | --------------------------------------------------- | --------------------------------------------------- |
| 1991                                                | 1996                                                | 2001                                                | 2004                                                |
| 489                                                 | 647                                                 | 597                                                 | 609                                                 |